# 167
Cette page concerne l'année 167  du calendrier julien. Pour l'année 167 av. J.-C., voir 167 av. J.-C. Pour le nombre 167, voir 167 (nombre).
L'année 167 est une année commune qui commence un mercredi.

## Événements
- À la suite de la défaite des Lombards et des Obii, 11 tribus envoient le roi des Marcomans Bellomarius à la tête d'une délégation chargée de négocier la paix avec le gouverneur romain de Pannonie supérieure Bassus ; Marc Aurèle et Lucius Verus sont acclamés Imperator pour la cinquième fois[1].
- Printemps : ramenée par l'armée d'Orient démobilisée de Lucius Verus, la peste antonine continue à sévir à Rome et dans tout l'empire romain[1]. Elle persiste une quinzaine d’années. Galien quitte précipitamment Rome pour sa ville natale Pergame[2].
- Fin Mai/début juin : Combats en Dacie, où les mines d'or sont attaquées ; Marc Aurèle, qui prévoit d'intervenir en personne dans les provinces du Nord, doit différer son depart devant la virulence de la peste à Rome et en Italie[2].
  - Les Marcomans (Bohême), les Iazyges (Hongrie) et les Quades (Moravie), accentuent leur pression sur les frontières danubiennes. Les Marcomans percent le lime de Norique, franchissent les Alpes, pénètrent en Italie du Nord et détruisent la ville d’Opitergium (Oderzo), en avant d’Aquilée, ville qu'ils assiègent également[3]. Les Quades attaquent la Pannonie et les Iazyges la Dacie[4]. Marc Aurèle passe à la contre-offensive au prix de gros sacrifices en hommes et en argent.
- Début du règne en Inde de Shivaskanda Satakarni, roi Satavahana des Andhra (fin en 174)[5].

## Naissances en 167
- Zhang He, général chinois.
- Zhang Fei, général chinois.